# Skarvaskjeret (Fusa)
Ne doit pas être confondu avec Skarvaskjeret, Skarvaskjeret (Fitjar) ou Skarvaskjeret (Kvinnherad).
Skarvaskjeret, est une île dans le landskap Sunnhordland du comté de Vestland. Elle appartient administrativement à Bjørnafjorden.

## Géographie
Rocheuse et désertique, à fleur d'eau, elle s'étend sur environ 53 m de longueur pour une largeur approximative de 37 m.